# Marcus Belgrave
Marcus Belgrave (12. června 1936 Chester, Pensylvánie, USA – 24. května 2015) byl americký jazzový trumpetista. V letech 1954 až 1959 byl členem kapely Raye Charlese. Během své kariéry vydal několik alb jako leader a spolupracoval s dalšími hudebníky, mezi které patří George Gruntz, B. B. King, McCoy Tyner, Joe Cocker nebo Charles Mingus. Belgrave se mimo své aktivní hudební kariéry věnoval také pedagogické činnosti. Jeho bratrancem byl saxofonista Cecil Payne.